# Brothers of Destruction
Brothers of Destruction är ett Tag Team i WWE där Kane och Undertaker slåss för World Tag Team Championship i Smackdown.

## Mästerskap
- WCW World Tag Team Championship 1 gång.
- WWF Tag Team Championship 2 gånger.

## Avslutare
- Double chokeslam
- Tombstone Piledriver
- Chokeslam
- Last Ride(Elevated powerbomb)
- Double big boot

## Musik
- Life,Blood,Birth,Doom(Undertaker, Ny)
- Deadman Walking(Undertaker, Gammal)
- Out Of The Fire(Kane, Gammal)
- Slow Chemical(Kane, Ny)